# Machanal, Basavakalyan
Machanal là một làng thuộc tehsil Basavakalyan, huyện Bidar, bang Karnataka, Ấn Độ.